# Ziz (mythologie)
Pour les articles homonymes, voir Ziz (homonymie).
Le Ziz (hébreu : זיז) est un oiseau semblable à un griffon géant dans la mythologie juive, dit être assez grand pour être en mesure de bloquer le soleil avec son envergure. Il est considéré comme un animal géant ou monstre correspondant aux créatures archétypiques. Les rabbins ont dit que le Ziz est comparable au Simorgh perse, tandis que les savants modernes comparent le Ziz au sumérien Anzû et l'ancien phénix grec. Le Béhémoth, le Léviathan et le Ziz étaient traditionnellement un motif de décoration préféré pour les rabbins vivant en Allemagne.

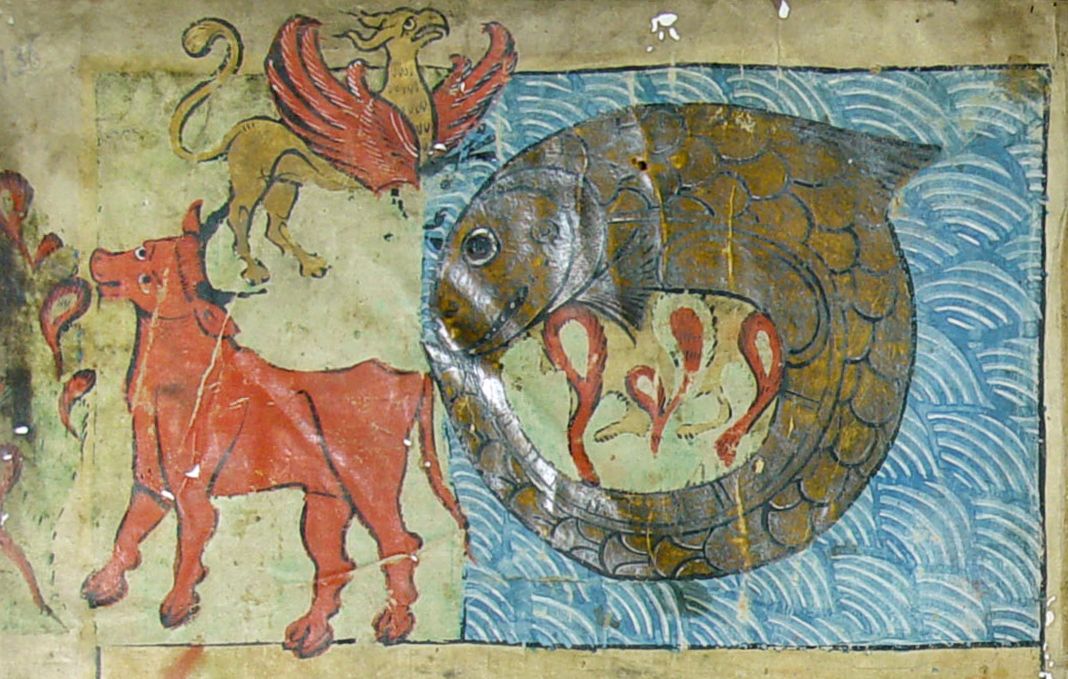
Béhémoth (sur la terre), Ziz (dans le ciel) et Léviathan (sous la mer).

Il n'y a que deux mentions du Ziz dans la Bible, qui se trouve dans le Psaume 50:11 : « Je connais tous les oiseaux des montagnes et Zīz śāday est le mien » et le Psaume 80:14 : « Le sanglier de la forêt ravage, et Zīz śāday nourrit » (hébreu : וְזִ֥יז שָׂ֝דַ֗י), et ceux-ci sont souvent perdus dans la traduction de l'hébreu. 
Pour Rachi, les psaumes ne désignent en fait par ce terme de "זִ֥יז" que "les êtres rampants des champs parce qu'ils bougent (זזים) d'un endroit à l'autre".
La Aggadah (compendium de textes rabbiniques) dit du Ziz :

« De la même manière que le Léviathan est le roi des poissons, le Ziz est nommé pour régner sur les oiseaux. Son nom vient de la variété des goûts de sa chair : son goût est comme ceci, zeh, et comme cela, zeh. Le Ziz est aussi monstrueux en taille que le Léviathan lui-même. Ses chevilles reposent sur la terre, et sa tête atteint le ciel même. »